# 青都乡
青都乡（藏語：བྱིན་མཐུ་），是中华人民共和国西藏自治区日喀则市谢通门县下辖的一个乡镇级行政单位。

## 行政区划
青都乡下辖以下地区：
纳强村和凯仁村。